# Emmanuel Olisadebe

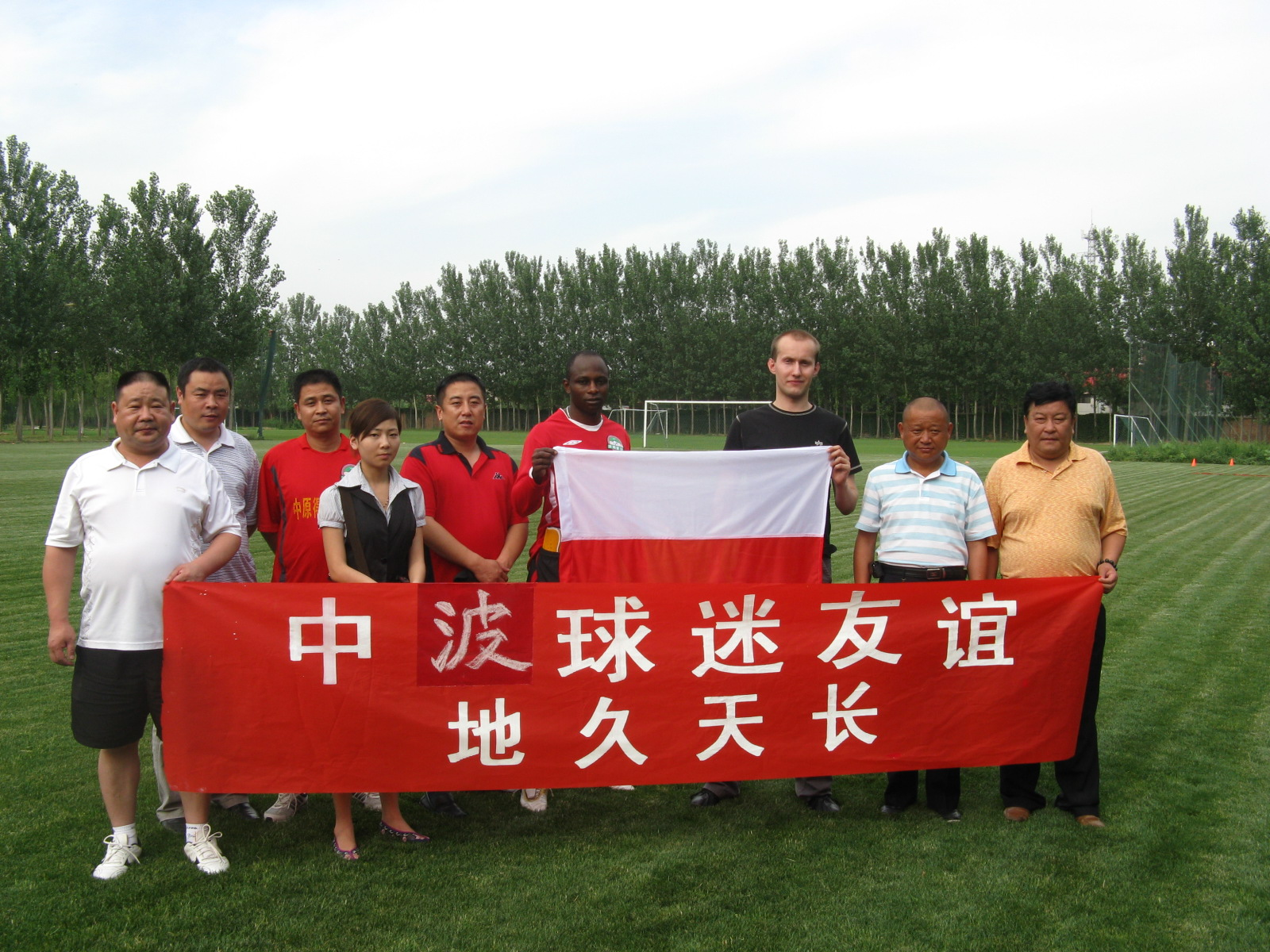
Olisadebe z działaczami klubu Henan Jianye. Na transparencie napis: "Chińsko-polska przyjaźń kibiców, wieczna i niezmienna"

Emmanuel Olisadebe (ur. 22 grudnia 1978 w Warri) – nigeryjsko-polski piłkarz występujący na pozycji napastnika, w latach 2000–2004 gracz seniorskiej reprezentacji Polski (pierwszy czarnoskóry zawodnik w historii kadry narodowej), z którą wziął udział w turnieju finałowym mistrzostw świata 2002. W 2001 w konkursie na najlepszego piłkarza świata został sklasyfikowany na 29. pozycji otrzymując 1 pkt. Tego samego roku w plebiscycie Przeglądu Sportowego na najlepszego sportowca Polski zajął 4. miejsce otrzymując 1 341 362 pkt..

## Kariera zawodnicza

### Klubowa
W latach 1992–1995 występował w juniorskich zespołach Jasper United. W 1995 r. zadebiutował w drużynie seniorskiej tego klubu, grając w nim przez kolejne dwa lata, głównie na pozycji skrzydłowego. Studiował wówczas na uczelni w Ilorin, dzięki czemu w lipcu 1995 r. został powołany do akademickiej reprezentacji Nigerii w piłce nożnej na Letnią Uniwersjadę w Fukuoce. Strzelając trzy bramki w turnieju okazał się najskuteczniejszym zawodnikiem w swojej ekipie (kadra Nigerii nie przystąpiła do meczu o 9. miejsce i została zdyskwalifikowana).
W październiku 1997 r. trafił do Polski. Najpierw przebywał na testach w Wiśle Kraków, która nie zdecydowała się na zatrudnienie go, a następnie w Ruchu Chorzów, gdzie nie udało się wypracować porozumienia pomiędzy działaczami klubu a menadżerem piłkarza. Po przyjeździe do Warszawy, za sprawą Jerzego Engela został graczem tamtejszej Polonii (transfer za 150 tysięcy dolarów). W ekstraklasie (wówczas pod nazwą I liga) zadebiutował 23 listopada 1997 w meczu przeciwko Dyskobolii Grodzisk Wielkopolski, zastępując w 78. minucie Litwina Gražvydasa Mikulėnasa. W sezonie 1997/98 – w którym Polonia zdobyła wicemistrzostwo kraju – strzelił zaledwie jedną bramkę – 9 maja 1998, w spotkaniu przeciwko Górnikowi Zabrze. W sezonie 1998/99 zagrał w 16 meczach ligowych, zdobywając cztery bramki. Sezon później został jednym z najlepszych zawodników ekstraklasy (dwanaście goli i walne przyczynienie się do wywalczenia mistrzostwa Polski). Na finiszu rozgrywek, Olisadebe stał się ofiarą jednej z najsłynniejszych afer rasistowskich w historii polskiej ligi. 6 maja 2000 w Lubinie, w trakcie rozgrzewki przed meczem 26. kolejki z Zagłębiem, został obrzucany przez miejscowych chuliganów bananami. Miało to związek z planami dotyczącymi powołania go do reprezentacji Polski przez nowego selekcjonera Jerzego Engela.
Decyzją prezydenta RP Aleksandra Kwaśniewskiego 17 lipca 2000 otrzymał polskie obywatelstwo, pomimo niespełnienia wymaganych prawem warunków (np. Olisadebe nie porozumiewał się biegle w języku polskim, nie mieszkał na stałe w Polsce przez 5 lat). W grudniu 2000, po zakończeniu rundy jesiennej sezonu 2000/2001 – za 1,7 miliona dolarów – został sprzedany do Panathinaikosu, z którym w sezonie 2003/04 wywalczył dublet – mistrzostwo i Puchar Grecji, regularnie występując w Lidze Mistrzów. Po ciężkich kontuzjach kolana stracił miejsce w podstawowym składzie i 4 stycznia 2006 przeszedł do Portsmouth FC, występującego w Premiership. Nie zdołał jednak przebić się do pierwszej drużyny, a w maju 2006 r. klub rozwiązał z nim kontrakt za porozumieniem stron. Od sierpnia 2006 r. do maja 2007 r. był zawodnikiem Skody Ksanti. Sezon 2007/08 rozpoczął w beniaminku ligi cypryjskiej, APOP Kinyras. W kwietniu 2008 r. zadebiutował w lidze chińskiej w barwach Henan Jianye i w sezonie 2008 został wicekrólem strzelców tamtejszej ekstraklasy. W 2010 r. rozwiązał kontrakt z tym klubem, stając się wolnym zawodnikiem. W czerwcu 2011 r. pojawił się na testach w Lechii Gdańsk, lecz nie zdecydowano się na podpisanie kontraktu. 10 września 2011 zawarł roczną umowę z beniaminkiem II ligi greckiej – AGS Wyzas Megaron, a w 2012 r. zaliczył krótki epizod w PAE Weria. Oficjalnie karierę zakończył w styczniu 2013 r..

### Reprezentacyjna
1 stycznia 2000 selekcjonerem reprezentacji Polski seniorów oficjalnie został Jerzy Engel. To on był pomysłodawcą powołania Olisadebe do kadry narodowej, bowiem cenił snajperski talent Nigeryjczyka (w czasach wspólnej pracy w Polonii Warszawa). Stało się to możliwe po szybkiej procedurze nadania obywatelstwa. Debiut nastąpił 16 sierpnia 2000 w towarzyskim meczu przeciwko Rumunii w Bukareszcie, zremisowanym 1:1, w którym jedyną bramkę dla "biało-czerwonych" zdobył Olisadebe. W eliminacjach do mistrzostw świata 2002 Emmanuel był najskuteczniejszym strzelcem Polaków (8 bramek) i głównym autorem awansu do turnieju finałowego w Korei (pierwszego po 16-letniej przerwie). Podczas mistrzostw zagrał we wszystkich trzech spotkaniach, łącznie przebywając na boisku przez 266 minut. Zdobył jedną bramkę, w ostatnim spotkaniu grupowym, wygranym 3:1 ze Stanami Zjednoczonymi (bramkarza rywali pokonał już w 3. minucie spotkania i jest to najszybciej zdobyty gol przez polską reprezentację w historii mistrzostw świata). Po mundialu był powoływany przez kolejnych selekcjonerów – Zbigniewa Bońka i Pawła Janasa – ale nie imponował już taką formą, jak za czasów Engela i nie udało mu się strzelić żadnej bramki. Swój ostatni występ w kadrze zaliczył 28 kwietnia 2004 w towarzyskim meczu z Irlandią rozegranym w Bydgoszczy. Łącznie w kadrze seniorów rozegrał 25 oficjalnych spotkań międzypaństwowych, zdobywając w nich 11 goli (8 w eliminacjach MŚ 2002, 1 na MŚ i 2 w meczach towarzyskich). Bramki zdobywał w 9 spotkaniach reprezentacji.
W przygotowanym o nim w 2002 r. przez Canal+ filmie dokumentalnym pt. „Biało-czerwono-czarny” wyznał, że w Nigerii traktowany był jak bohater i nikt nie krytykował tam jego decyzji o przyjęciu polskiego obywatelstwa. Wielu młodych chłopców marzy tam o wyjeździe z Afryki i wyrwaniu się z biedy, a jemu się to udało. Nadanie mu polskiego obywatelstwa przez prezydenta Aleksandra Kwaśniewskiego w Nigerii było uznawane za wielki powód do dumy z tego względu, że człowiek z Czarnego Lądu zyskał tak wielkie uznanie.
| Mecze i gole w reprezentacji | Mecze i gole w reprezentacji | Mecze i gole w reprezentacji | Mecze i gole w reprezentacji | Mecze i gole w reprezentacji | Mecze i gole w reprezentacji | Mecze i gole w reprezentacji |
| #                            | Rok                          | Przeciwnik                   | Gol                          | Wynik                        | Rozgrywki                    |                              |
| ---------------------------- | ---------------------------- | ---------------------------- | ---------------------------- | ---------------------------- | ---------------------------- | ---------------------------- |
| 1.                           | 2000                         | Rumunia                      | Gol                          | 1−1                          | towarzyski                   |                              |
| 2.                           | 2000                         | Ukraina                      | Gol · Gol                    | 3−1                          | elim. MŚ 2002                |                              |
| 3.                           | 2000                         | Białoruś                     |                              | 3−1                          | elim. MŚ 2002                |                              |
| 4.                           | 2000                         | Walia                        |                              | 0−0                          | elim. MŚ 2002                |                              |
| 5.                           | 2000                         | Islandia                     |                              | 1−0                          | towarzyski                   |                              |
| 6.                           | 2001                         | Szwajcaria                   | Gol                          | 4−0                          | towarzyski                   |                              |
| 7.                           | 2001                         | Norwegia                     | Gol · Gol                    | 3−2                          | elim. MŚ 2002                |                              |
| 8.                           | 2001                         | Armenia                      | Gol                          | 4−0                          | elim. MŚ 2002                |                              |
| 9.                           | 2001                         | Walia                        | Gol                          | 2−1                          | elim. MŚ 2002                |                              |
| 10.                          | 2001                         | Norwegia                     | Gol                          | 3−0                          | elim. MŚ 2002                |                              |
| 11.                          | 2001                         | Białoruś                     |                              | 1−4                          | elim. MŚ 2002                |                              |
| 12.                          | 2001                         | Ukraina                      | Gol                          | 1−1                          | elim. MŚ 2002                |                              |
| 13.                          | 2001                         | Kamerun                      |                              | 0−0                          | towarzyski                   |                              |
| 14.                          | 2002                         | Irlandia Północna            |                              | 4−1                          | towarzyski                   |                              |
| 15.                          | 2002                         | Japonia                      |                              | 0−2                          | towarzyski                   |                              |
| 16.                          | 2002                         | Estonia                      |                              | 1−0                          | towarzyski                   |                              |
| 17.                          | 2002                         | Korea Południowa             |                              | 0−2                          | MŚ 2002                      |                              |
| 18.                          | 2002                         | Portugalia                   |                              | 0−4                          | MŚ 2002                      |                              |
| 19.                          | 2002                         | Stany Zjednoczone            | Gol                          | 3−1                          | MŚ 2002                      |                              |
| 20.                          | 2002                         | San Marino                   |                              | 2−0                          | eliminacje Euro 2004         |                              |
| 21.                          | 2002                         | Dania                        |                              | 0−2                          | towarzyski                   |                              |
| 22.                          | 2003                         | Chorwacja                    |                              | 0−0                          | towarzyski                   |                              |
| 23.                          | 2003                         | Węgry                        |                              | 0−0                          | eliminacje Euro 2004         |                              |
| 24.                          | 2003                         | San Marino                   |                              | 5−0                          | eliminacje Euro 2004         |                              |
| 25.                          | 2004                         | Irlandia                     |                              | 0−0                          | towarzyski                   |                              |

## Spekulacje na temat wieku
W Polsce pojawił się temat zaniżenia wieku przez Emmanuela Olisadebe. Według statystyk i samego zawodnika, gdy Polonia Warszawa zdobywała mistrzostwo Polski z Nigeryjczykiem w składzie, miał on 21 lat. Zdaniem Mirosława Skorupskiego, menedżera zajmującego się sprowadzaniem afrykańskich piłkarzy, Olisadebe odmłodził się wówczas od pięciu do sześciu lat, fałszując paszport.

## Życie prywatne
16 czerwca 2001 w Warszawie poślubił Polkę – Beatę Smolińską. Po wyjeździe i przeprowadzce do Grecji jego stałym miejscem zamieszkania były Ateny. W 2017 r. rozwiódł się z żoną i wyjechał do Nigerii, gdzie prowadzi działalność związaną z obrotem nieruchomościami.

## Działalność społeczna
Wspierał kampanię edukacyjną „Wykopmy Rasizm ze Stadionów”, prowadzoną przez Stowarzyszenie „Nigdy Więcej”.